# クレイジー・ボーイ
クレイジー・ボーイ（Crazy Boy、1978年3月30日 - ）は、メキシコの覆面レスラー。イダルゴ州トゥランシンゴ出身。
従兄弟にはスペル・クレイジー、レイ・クエルボ。

## 来歴
従兄弟のクレイジー、クエルボの元で修行。1996年デビュー。
サブゥーや田中正人等に見出されアメリカ、日本のインディーマットで活躍。ファイトスタイルはハードコアやエクストリーム、デスマッチ、ルチャ等を得意とする。メキシコでは2005年よりCMLLに属していたが2006年からはAAA入りを果たした。また2000年、2001年にはFMWに来日。
現在はフベントゥ・ゲレーラ率いるメキシカン・パワーズのリーダー。
2007年には来日しプロレスリング・セムのリングに上がっている。

## 得意技
- クレイジー・ジャンプ

ムーンサルトプレス

## 獲得タイトル
AAA
- AAA世界タッグチーム王座 : 2回

w / ジョー・ライダー
- メキシコナショナルアトミコス王座 : 1回

その他
- XLAWジュニアヘビー級王座: 4回
- NWGエクストリーム王座: 1回